# Hans-Rudolf Striebel

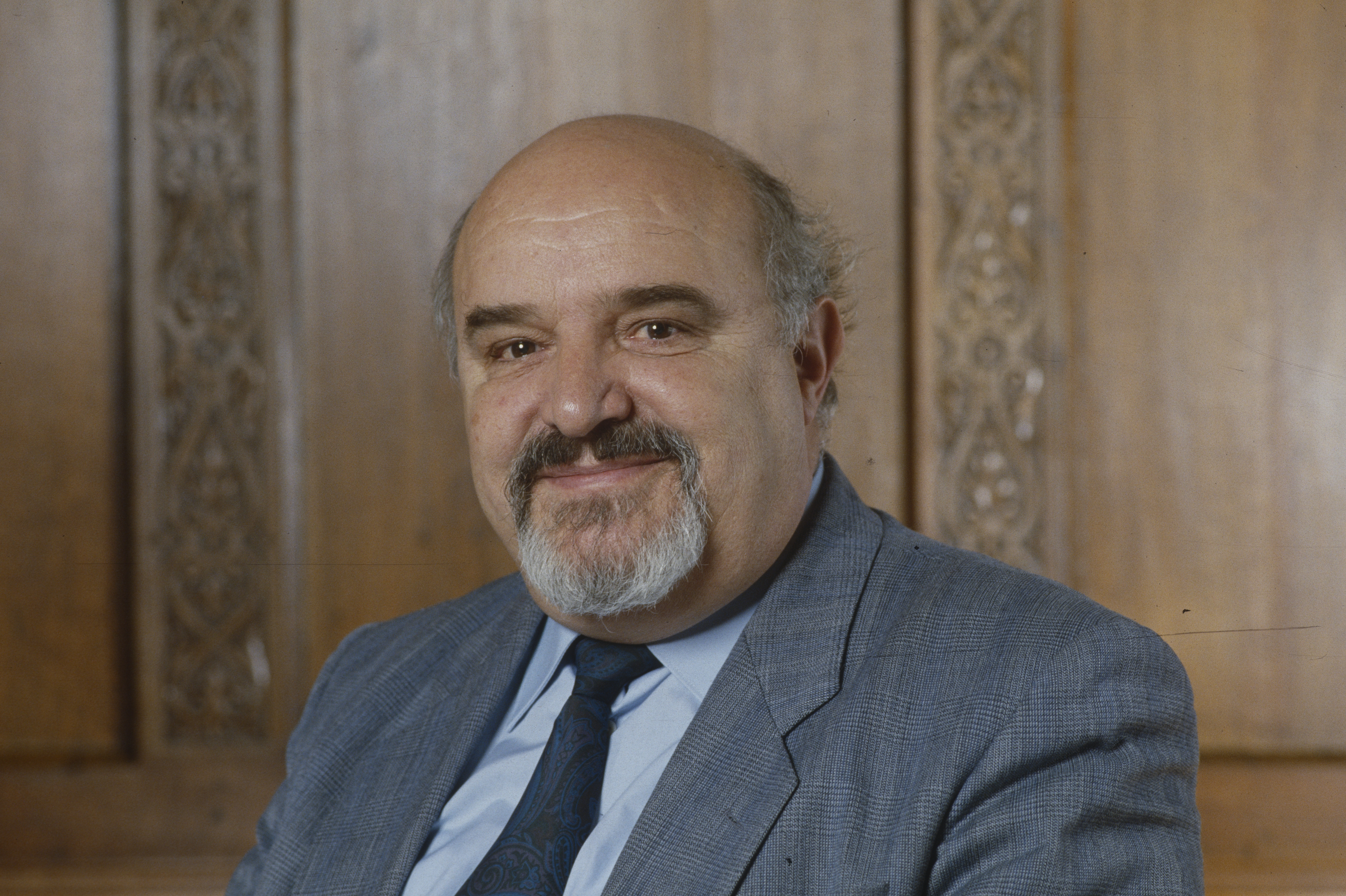
Hans-Rudolf Striebel

Hans-Rudolf Striebel (* 8. November 1930 in Basel; heimatberechtigt in Basel und Winterthur) ist ein Schweizer Physiker und Politiker (FDP).

## Leben und Wirken
Der Sohn eines Chemikers studierte Physik, Mathematik und Chemie an der Universität Basel und wurde 1956 promoviert. 1961 ebendort habilitiert, wurde er 1965 zum ausserordentlichen Professor an der Universität Basel berufen. Striebel gehörte von 1976 bis 1984 dem Grossen Rat des Kantons Basel-Stadt an. Von 1980 bis 1984 präsidierte er die FDP Basel-Stadt. Von 1984 bis 1995 war er Regierungsrat des Kantons Basel-Stadt und leitete das Erziehungsdepartement. Sein Nachfolger im Regierungsrat wurde Stefan Cornaz.
Striebel war 1986 Regierungspräsident, als es zum Grossbrand im Werk Schweizerhalle des Chemiekonzerns Sandoz kam. In dessen Folge war er massiven Vorwürfen ausgesetzt. Während Striebels Amtszeit wurde 1988 eine Schulreform verabschiedet, bei der ein System mit zwei Jahren Kindergarten, vier Jahren Primarschule, drei Jahren Orientierungsschule sowie fünf Jahren Gymnasium oder zwei Jahren Weiterbildungsschule eingeführt wurde.